# Trigger (cavallo)

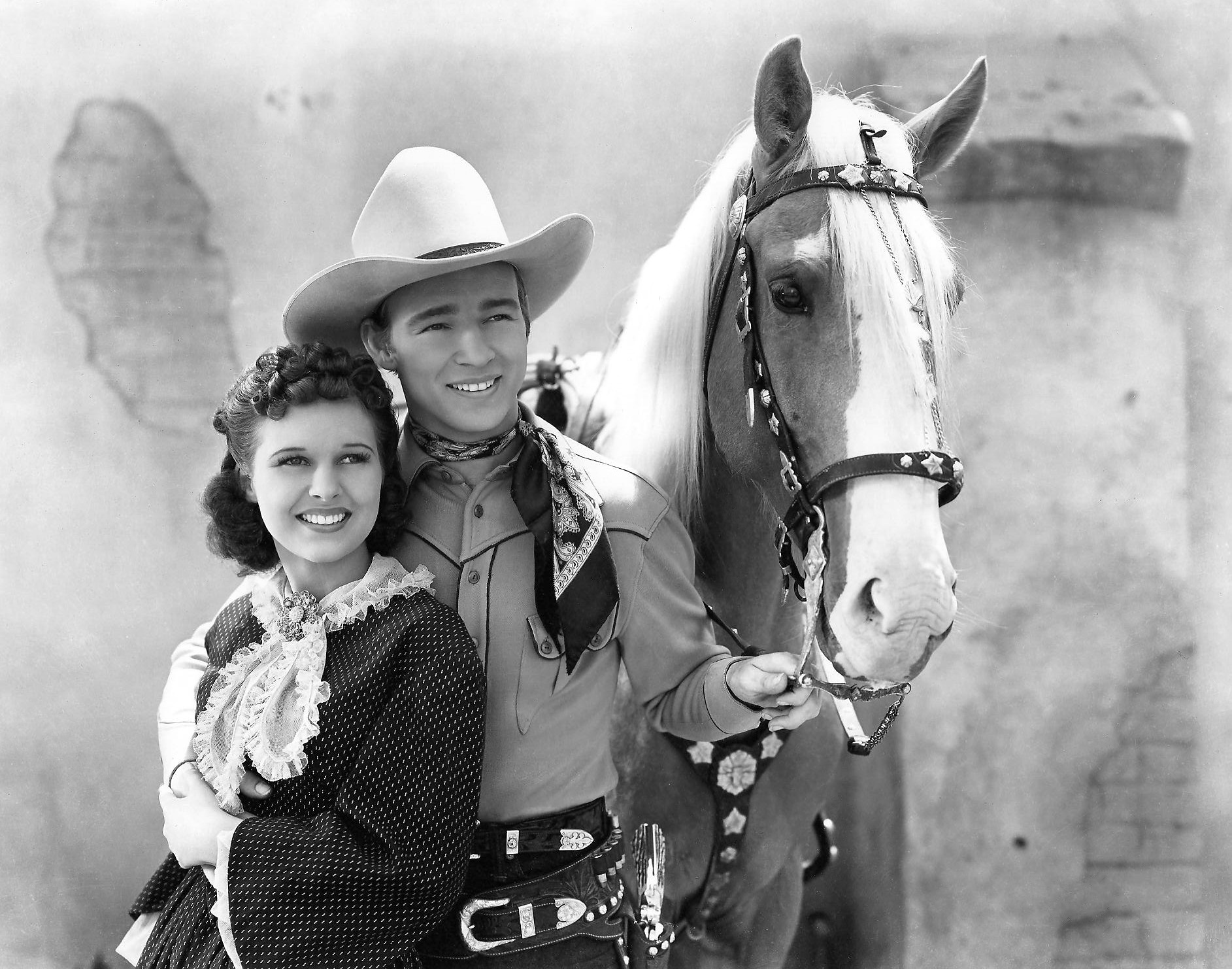
Roy Rogers e Lynne Roberts con Trigger

Trigger (1932 - 3 luglio 1965) è stato un cavallo palomino divenuto famoso per aver "recitato" in diversi film Western interpretati dal suo padrone e cavalcatore, il cowboy dello schermo Roy Rogers.

## Pedigree
Era nato Golden Cloud. Suo padre era un Purosangue inglese e sua madre una giumenta, che come Trigger, era un Palomino. Il regista cinematografico William Witney, che ha diretto Roy e Trigger in molti dei suoi film, dichiarò una differente linea parentale, ovvero che suo padre era uno stallone Palomino, anche se ancora nessun Palomino era stato registrato nell'anno di nascita di Trigger, e sua madre era figlia di un Purosangue inglese e di una giumenta da traino. Anche se Trigger rimase uno stallone per tutta la vita, non si è mai riprodotto e non ha discendenti. In seguito Roy Rogers usò Trigger Jr./Allen's Golden Zephir come spalla per molti anni, e il cavallo chiamato Triggerson che l'attore Val Kilmer portò in scena come un tributo a Rogers e ai cowboy contemporanei durante la notte degli Oscar del marzo 1999, fu segnalato come un figlio di Trigger Jr.

## Carriera cinematografica

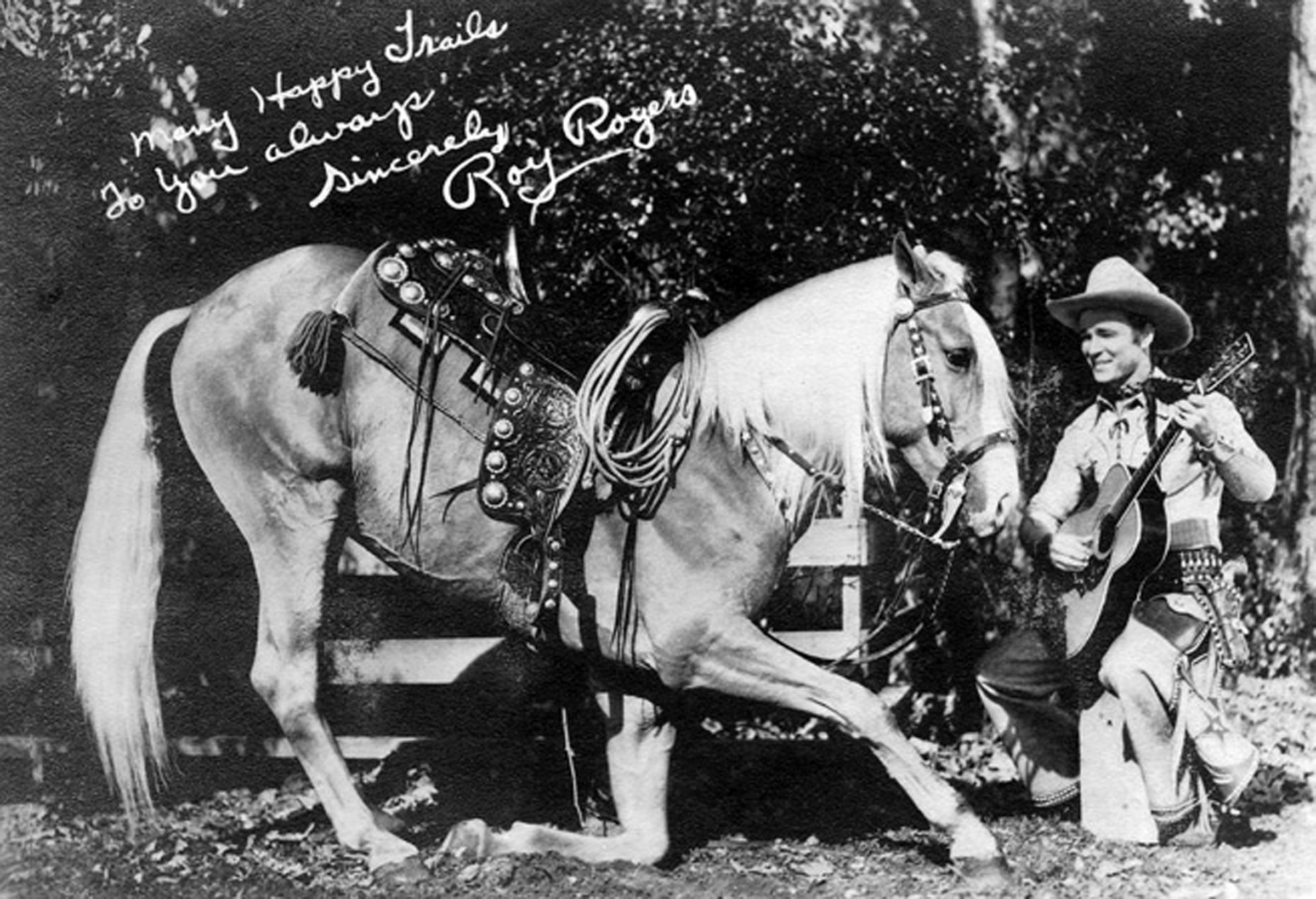
Foto pubblicitaria di Roy Rogers e Trigger

Golden Cloud fece una prima apparizione come il destriero di Lady Marian, interpretata da Olivia de Havilland in La leggenda di Robin Hood, del 1938. Poco dopo, quando Rogers si preparava per fare il suo primo ruolo da interprete in un film, ha avuto l'occasione di scegliere uno fra cinque cavalli attori da cavalcare e scelse Golden Cloud. Rogers lo comprò nel 1943 e lo ribattezzò Trigger per la sua rapidità. Trigger imparò 150 trucchi e poteva camminare per molto tempo sulle zampe posteriori. 
Trigger è stato cavalcato da Rogers in molti dei suoi film, diventando molto noto tra il pubblico che lo vide insieme alla moglie di Rogers, Dale Evans.
Trigger divenne il cavallo più famoso della storia del cinema, e spesso Rogers portava Trigger negli ospedali per visitare i bambini malati.

## Morte e seguiti

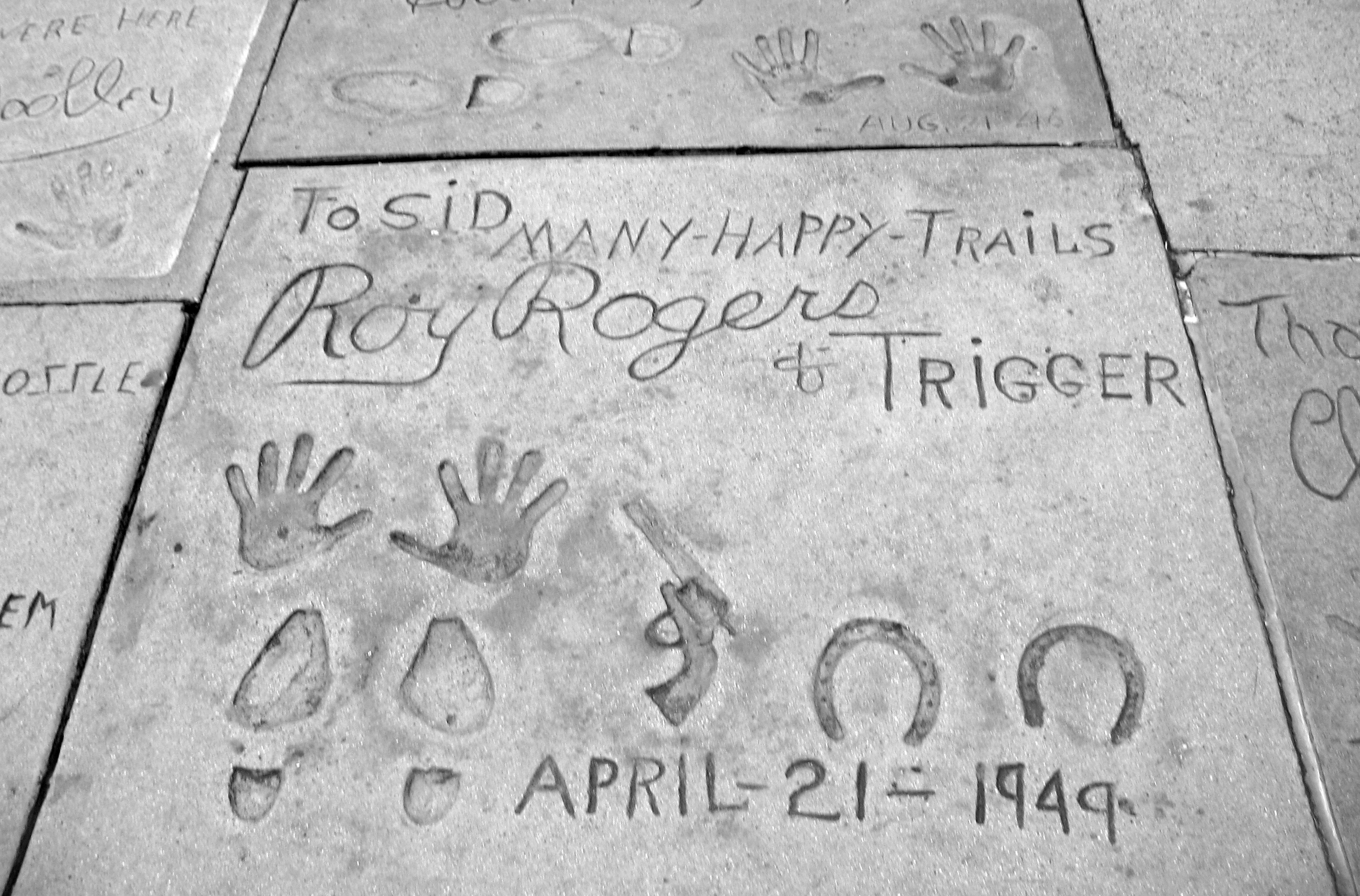
Le impronte di Roy Rogers e degli zoccoli di Trigger sul piazzale del Grauman's Chinese Theatre a Hollywood

Dopo che il primo Trigger morì nel 1965, Rogers fece di tutto per preservare il corpo dell'animale. In seguito il corpo fu messo in mostra al Roy Rogers & Dale Evans Museum, insieme a una statua che raffigura Trigger rampante, ed in seguito furono esposti entrambi all'auction della Christie's nel luglio 2010.

## Filmografia
- Silver Spurs, regia di Joseph Kane (1943)
- Hands Across the Border, regia di Joseph Kane (1944)
- Cowboy and the Senorita, regia di Joseph Kane (1944)
- The Yellow Rose of Texas, regia di Joseph Kane (1944)
- Song of Nevada, regia di Joseph Kane (1944)
- San Fernando Valley, regia di John English (1944)
- Trigger, il cavallo prodigio (My Pal Trigger), regia di Frank McDonald (1946)
- Bells of San Angelo, regia di William Witney (1947)
- Lo scrigno delle sette perle (Melody Time), regia di Jack Kinney, Clyde Geronimi, Hamilton Luske e Wilfred Jackson (1948)
- The Roy Rogers Show, show TV (1951)
- Il figlio di viso pallido (Son of Paleface), regia di Frank Tashlin (1952)